# 戲曲中心

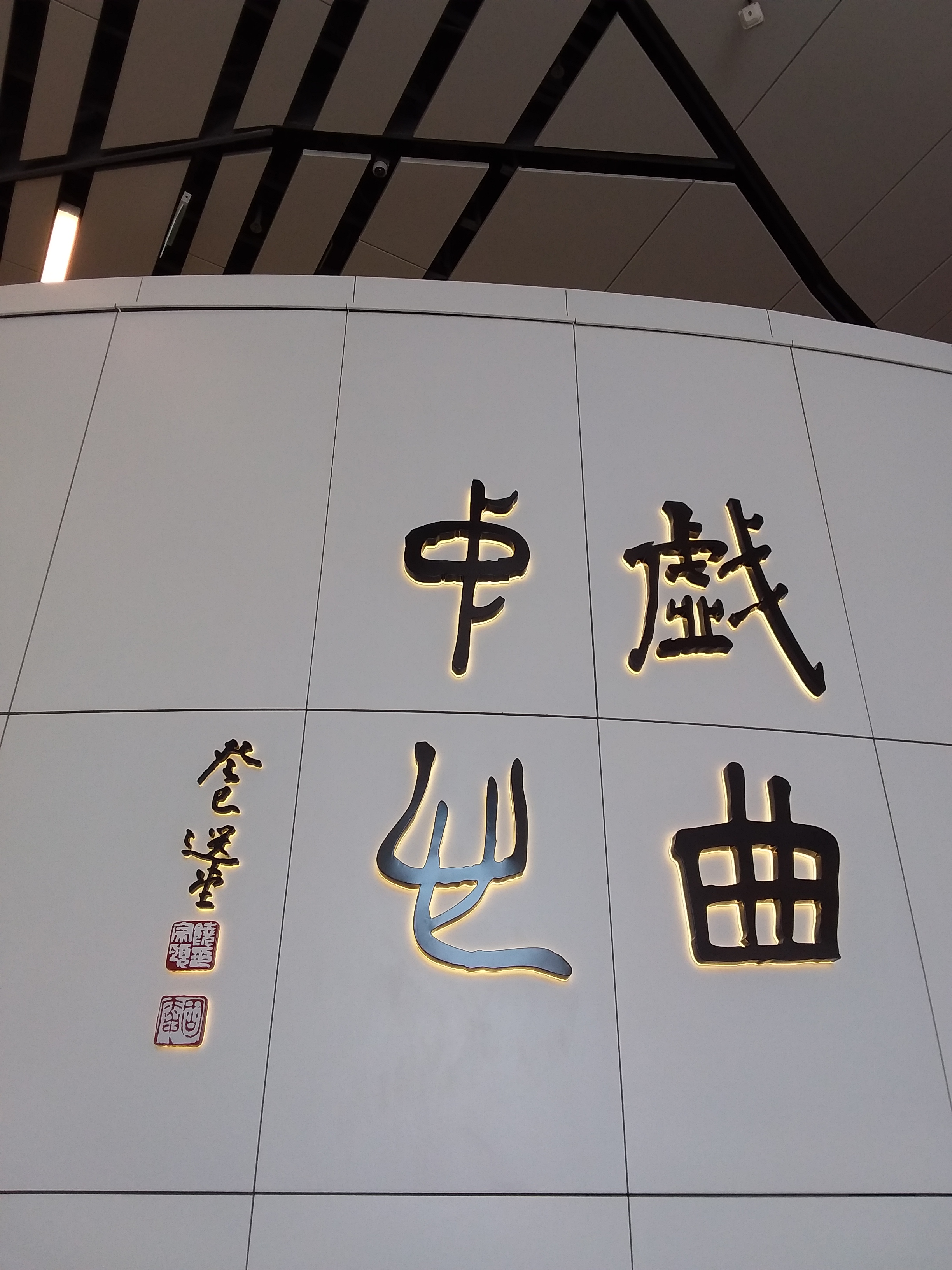
見於戲曲中心中庭之「戲曲中心」名牌由已故香港漢學家饒宗頤題字

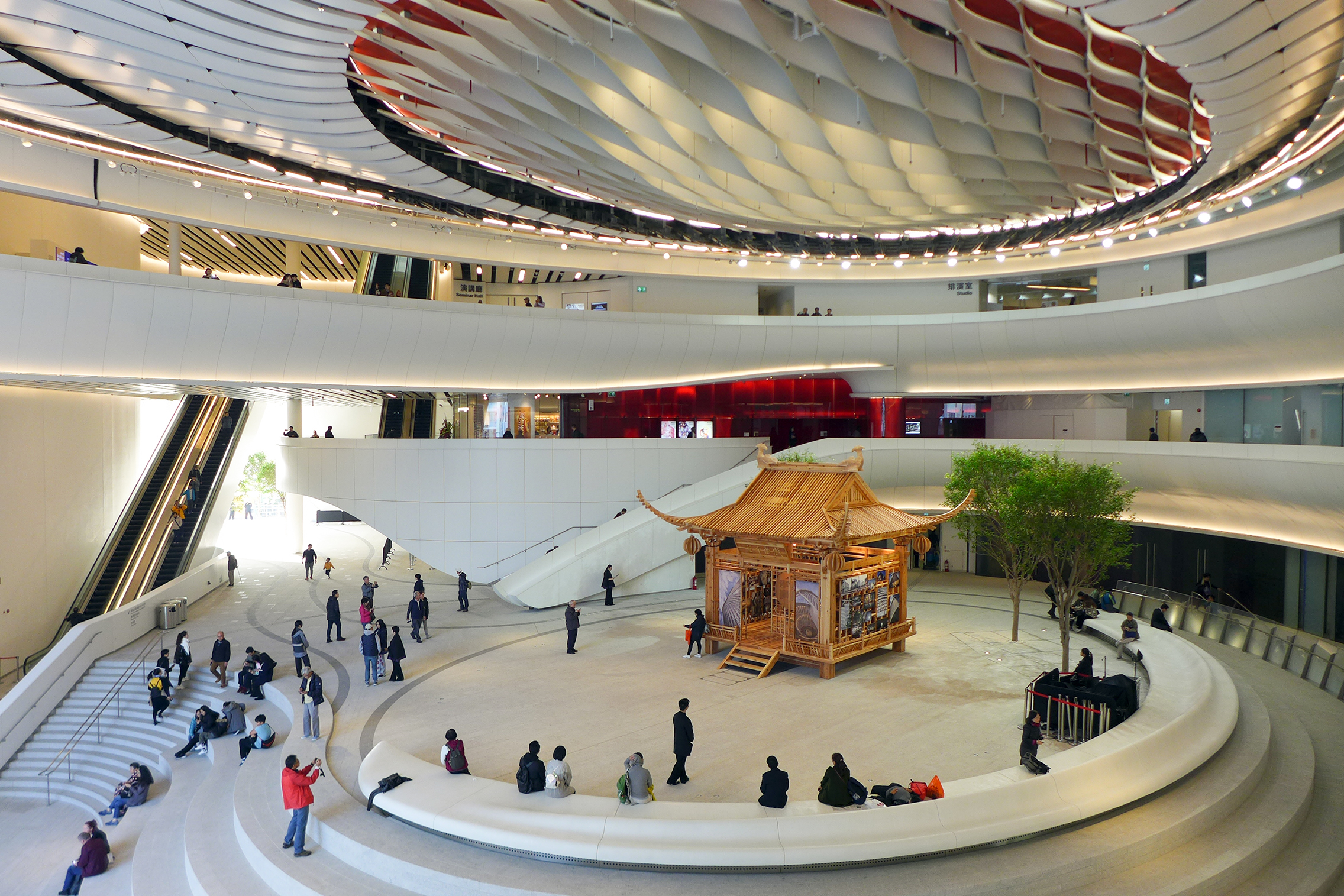
戲曲中心中庭為開放空間

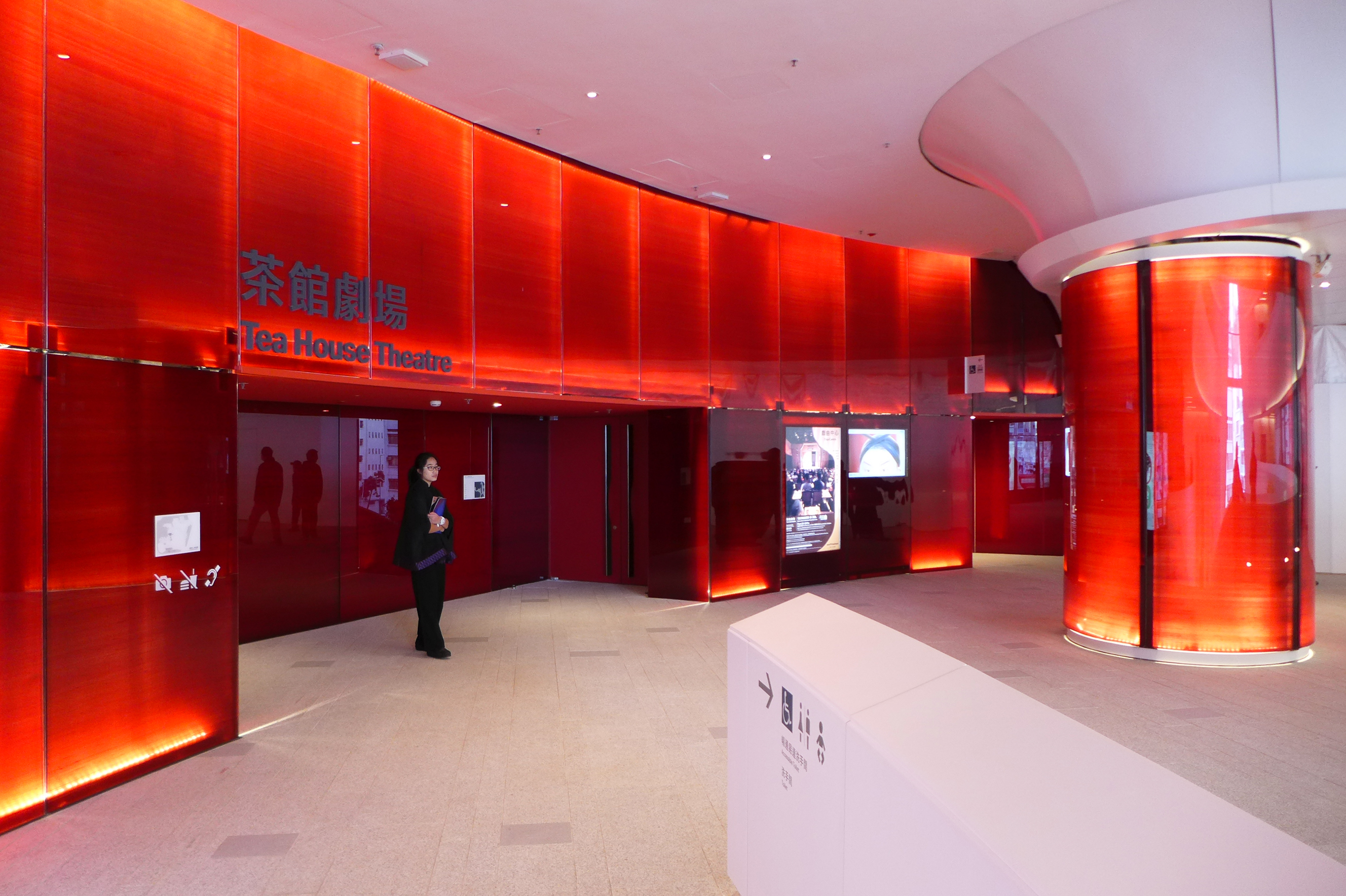
1樓茶館劇場入口

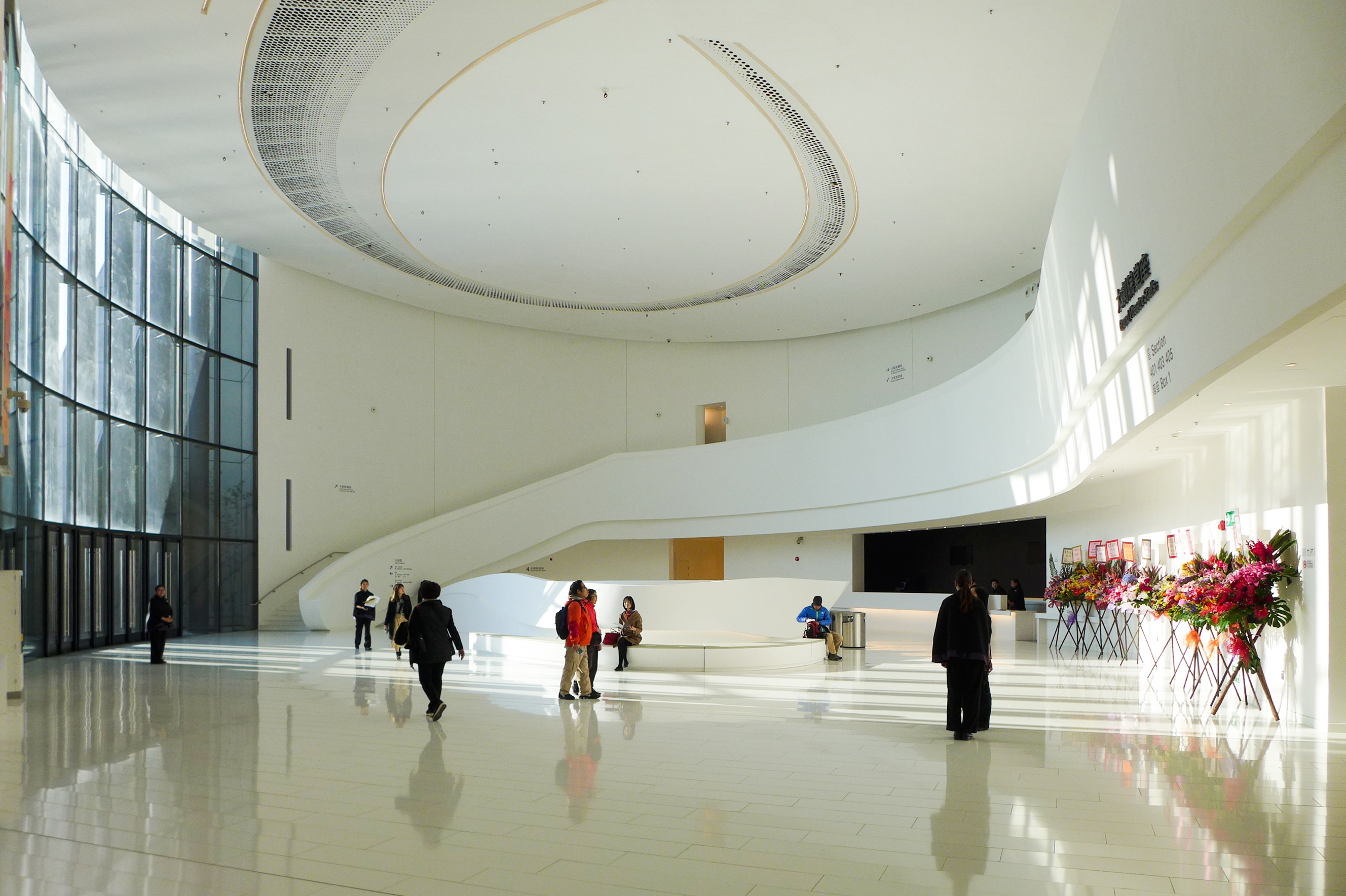
戲曲中心4樓大劇院大堂

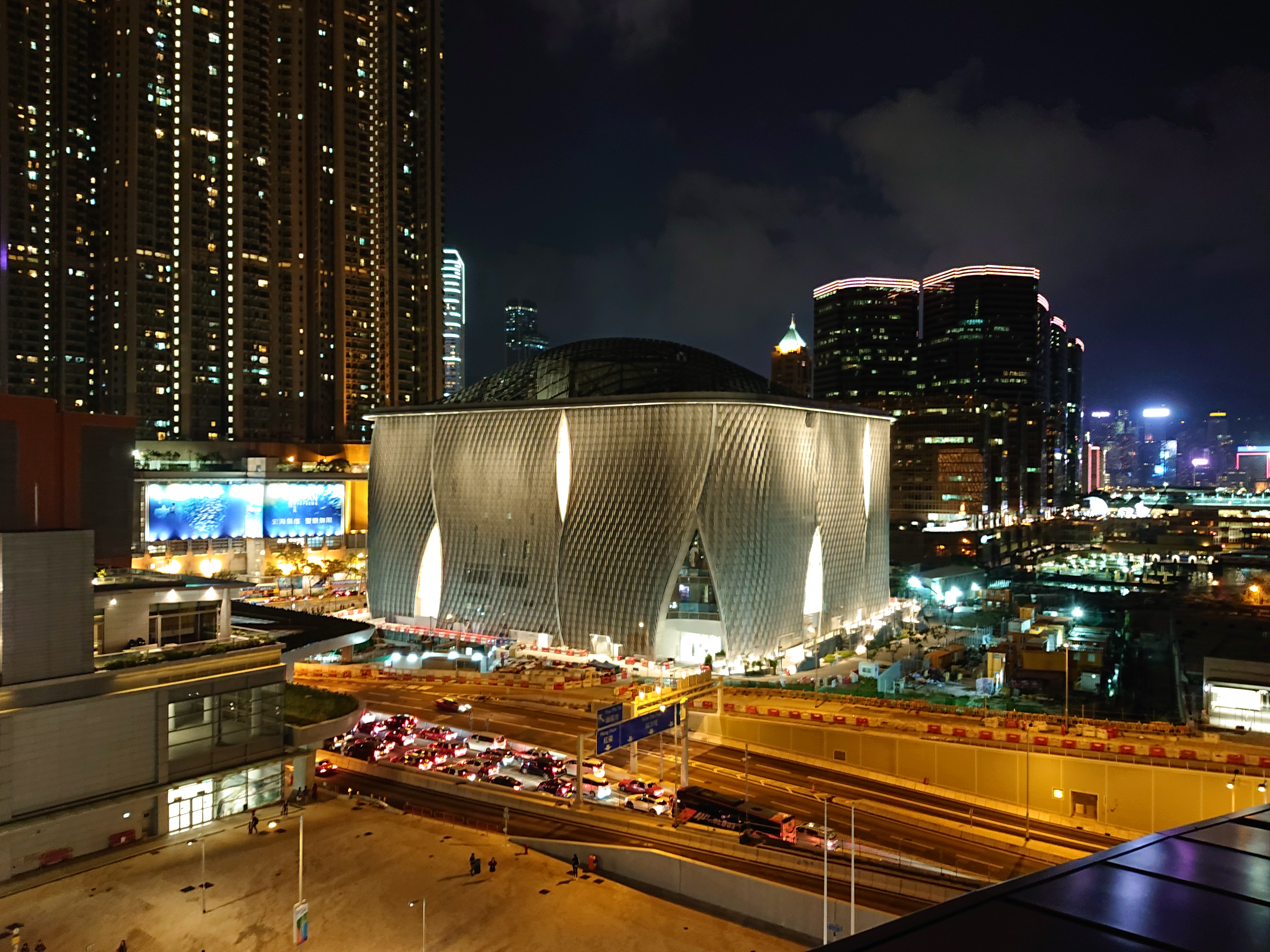
戲曲中心夜景

戲曲中心（英語：Xiqu Centre），別稱「西九東大門」，是香港一所戲曲表演場地，位於九龍尖沙咀西九文化區廣東道與柯士甸道西交界。戲曲中心是西九文化區首座落成的項目，佔地13,800平方米，於2013年9月24日動工，2018年竣工，耗資27億港元建造，並於2019年1月20日正式開幕。

## 歷史
2012年12月10日，西九文化區管理局宣佈落實戲曲中心的設計，選取了由譚秉榮建築事務所及呂元祥建築師事務所有限公司的方案。
2013年9月24日，西九文化區管理局舉行戲曲中心動土儀式，由时任政務司司長兼任西九文化區管理局董事局主席林鄭月娥和香港八和會館理事會主席汪明荃等擔任主禮嘉賓。
2016年5月16日，戲曲中心的主劇場結構完成升頂工程，接著是進行外牆及其他部分工程，預計會在2018年下半年開幕。
2018年1月1日，渣打銀行發行2018年版100元鈔票，其背面圖案附有當時仍未建成的戲曲中心。而在另外兩家發鈔銀行的同版本100元鈔票上，則未見有此圖樣。
2016年10月4日，負責設計戲曲中心的建築師譚秉榮在香港因腦溢血猝逝，終年75歲。西九文化區管理局強調，戲曲中心的工程不會因此受影響。
2018年10月15日，西九文化區管理局董事局主席唐英年宣布戲曲中心延至2019年1月20日開幕。12月30日，按戲行習俗先由香港八和會館上演《六國大封相》及《碧天賀壽》作開台演出。開幕當日則上演唐滌生粵劇戲寶《再世紅梅記》，由白雪仙擔任藝術總監，陳寶珠及梅雪詩主演，於10月16日上午10時起公開發售一共5000張門票。戲曲中心亦將由12月30日至2019年1月6日舉辦一連8日的免費節目和開放日。於12月11日起接受網上登記。不過發售首日系統出現問題，有網民指10時接受登記時已無法登入索取門票，批評管理局只開放網上渠道接受登記。到中午，網站告示指開台日和開放日的免費門票已派發完畢，會有小量門票在演出當日上午10時於戲曲中心售票處派發。管理局在Facebook專頁留言承認網站暫時未能登入，正修復中。
2019年1月20日，戲曲中心正式開幕，香港特首林鄭月娥及西九文化區管理局董事局主席唐英年等人出席開幕禮，並為已故國學大師饒宗頤親筆題字的「戲曲中心」名牌舉行揭幕儀式。林鄭月娥致辭稱，適逢2019年是粵劇被納入聯合國教科文組織《人類非物質文化遺產代表名錄》10周年，戲曲中心開幕具特別意義，冀望戲曲中心能展現香港文化特色、承傳傳統及提升香港作為國際都會的地位。
2019年1月29日，廉政公署落案起訴一名建築公司前董事總經理，控告他涉嫌串謀詐騙戲曲中心建築項目的總承建商協興；隱瞞在金屬天花裝嵌工程中使用有異於指定品牌、價值便宜約20萬港元的纖維水泥板。

## 設計

### 評審團
設計比賽評審團由香港、中國大陸及外國建築及藝術界人士所組織而成，包括建築師崔愷（中國）、建築師、城市設計師 Odile Decq（法國）、建築師 Jordi Farrando（西班牙）、西九文化區管理局發展委員會成員及督導委員會主席暨工程師李承仕（香港）、劇場導演毛俊輝（香港）、建築師鮑紹雄（香港）及八和會館副主席阮兆輝。

### 方案
戲曲中心的設計由呂元祥建築師事務所及溫哥華譚秉榮建築事務所合作共同組織而成的譚秉榮建築事務所及呂元祥建築師事務所有限公司的方案勝出，主題為糅合了中西特色的設計「我們的都市舞台」（Our Urban Stage），在最後階段擊敗了另外的1份香港及3份外國團隊方案，由評審團一致選出。評審團指出，被選中的方案是眾多方案中最能夠符合西九文化區的設計。
建築主體以燈籠為概念，蛋形劇場位於戲曲中心頂層，採用中國傳統的月拱門圖案以營造其流暢的外牆形狀等。內部設有兩座分別可以容納1,100人及400人的劇場及一間可以容納280人的茶館；以及一座可以遠眺維多利亞港海景的空中花園。由於劇場屬於高架，故此因應公眾咨詢意見，所騰出地下寬敞的中庭將會作為一處達2,000平方米的地方作為藝術教育中心、公共休憩空間、零售業及飲食業設施等。

### 後期改動
西九文化區管理局後期將原設計7層高及2層地庫各減少一樓層，分別取消原設計提供予100個停車位的地庫停車場和一個商店樓層，令項目的商業樓面減少約1/3，總成本減少逾億港元。

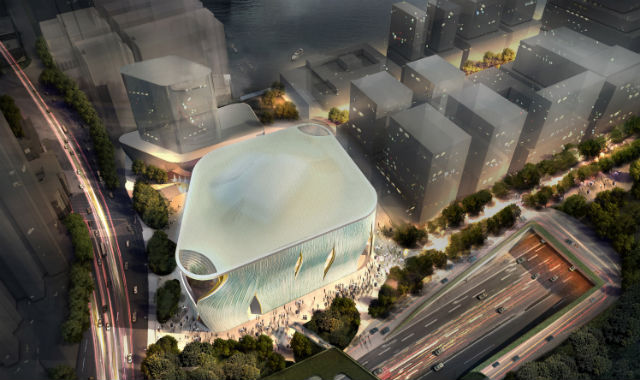
戲曲中心構想圖
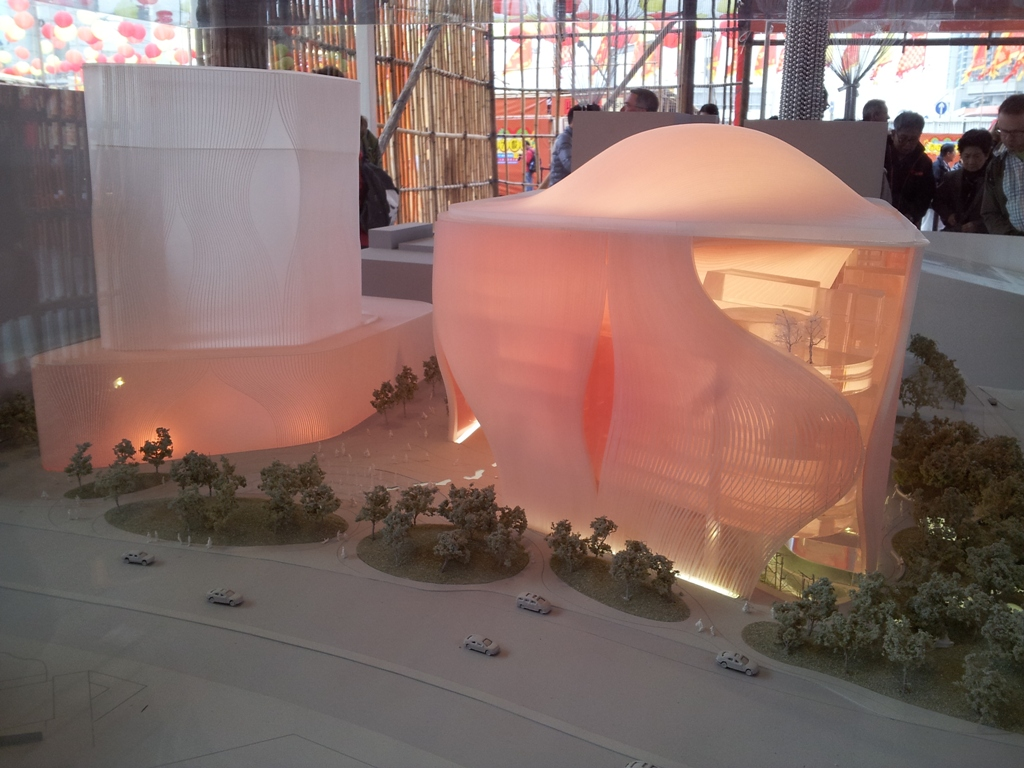
戲曲中心外觀模型
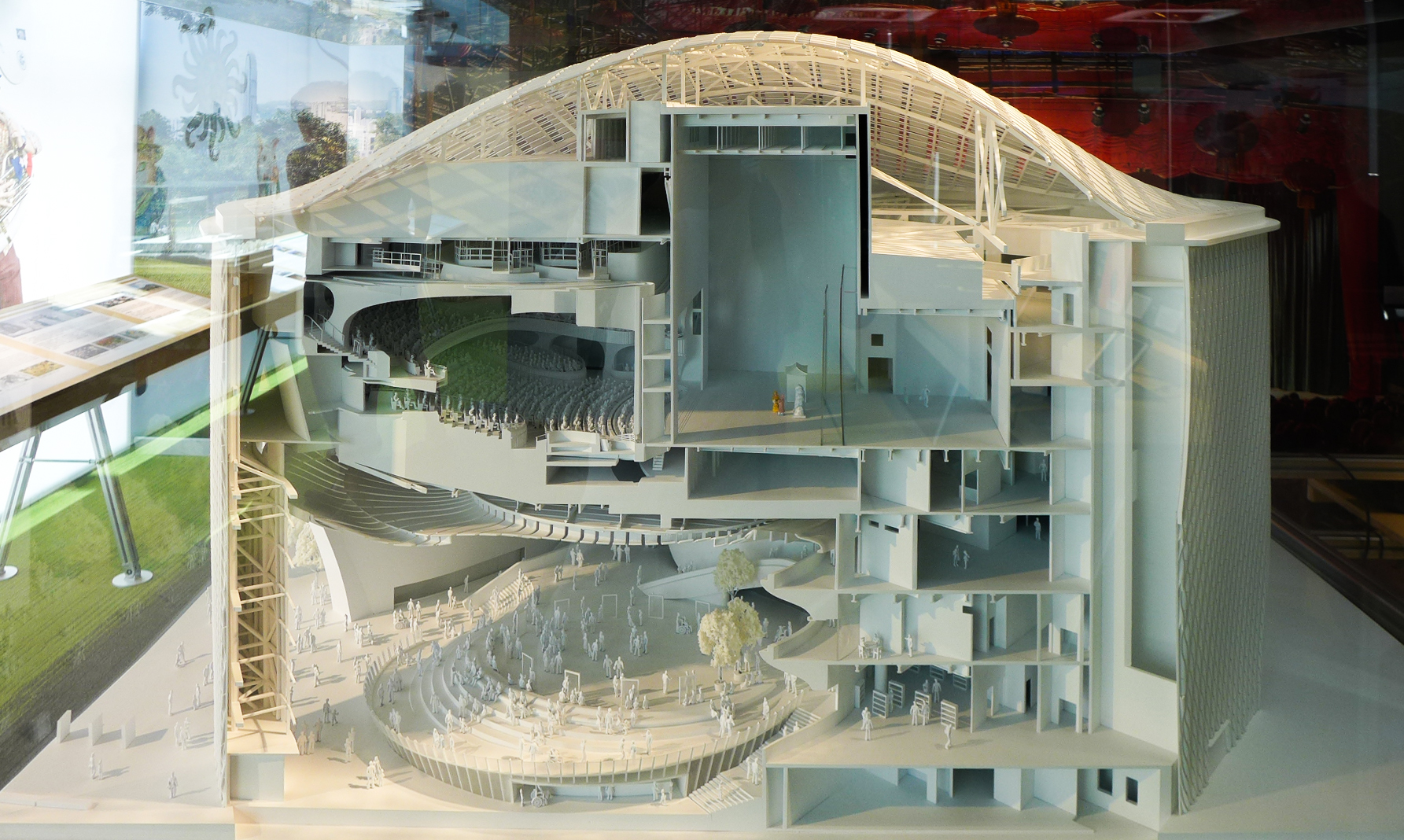
戲曲中心內部設計模型

## 設施

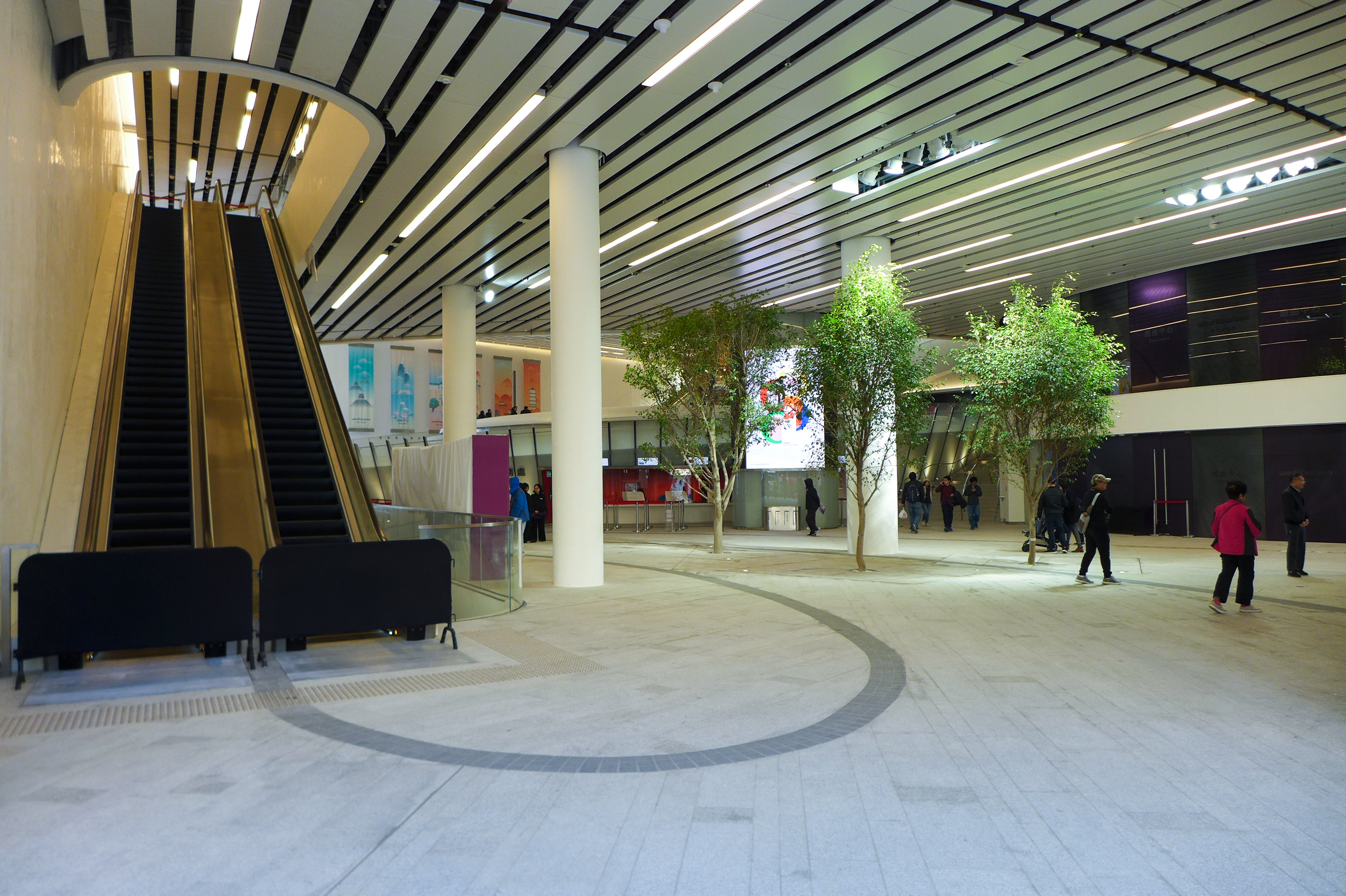
地下大堂

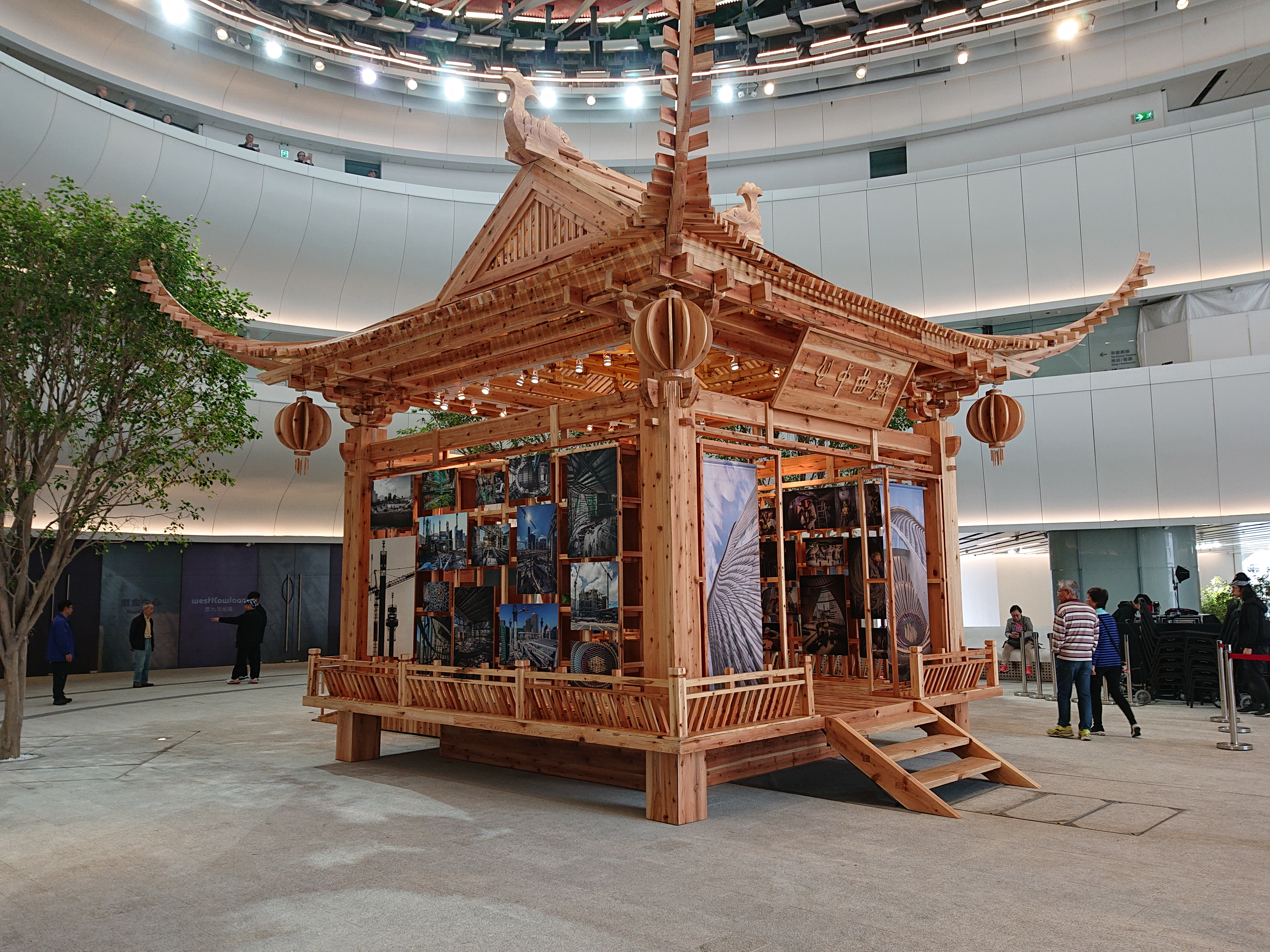
中庭的展覽：戲曲中心的歷程，展覽裝置由 AllRightsReserved 設計

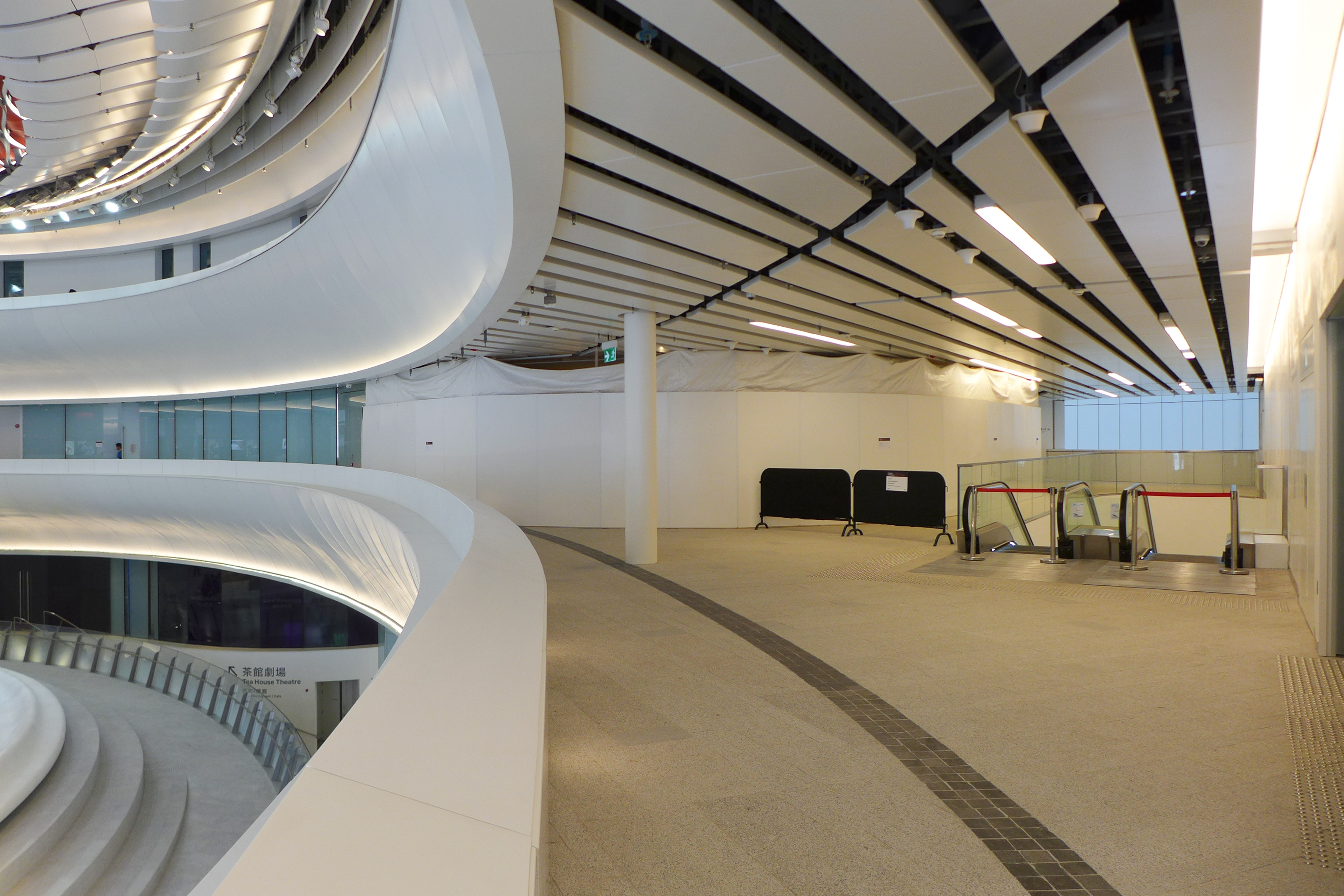
1樓商店正進行裝修

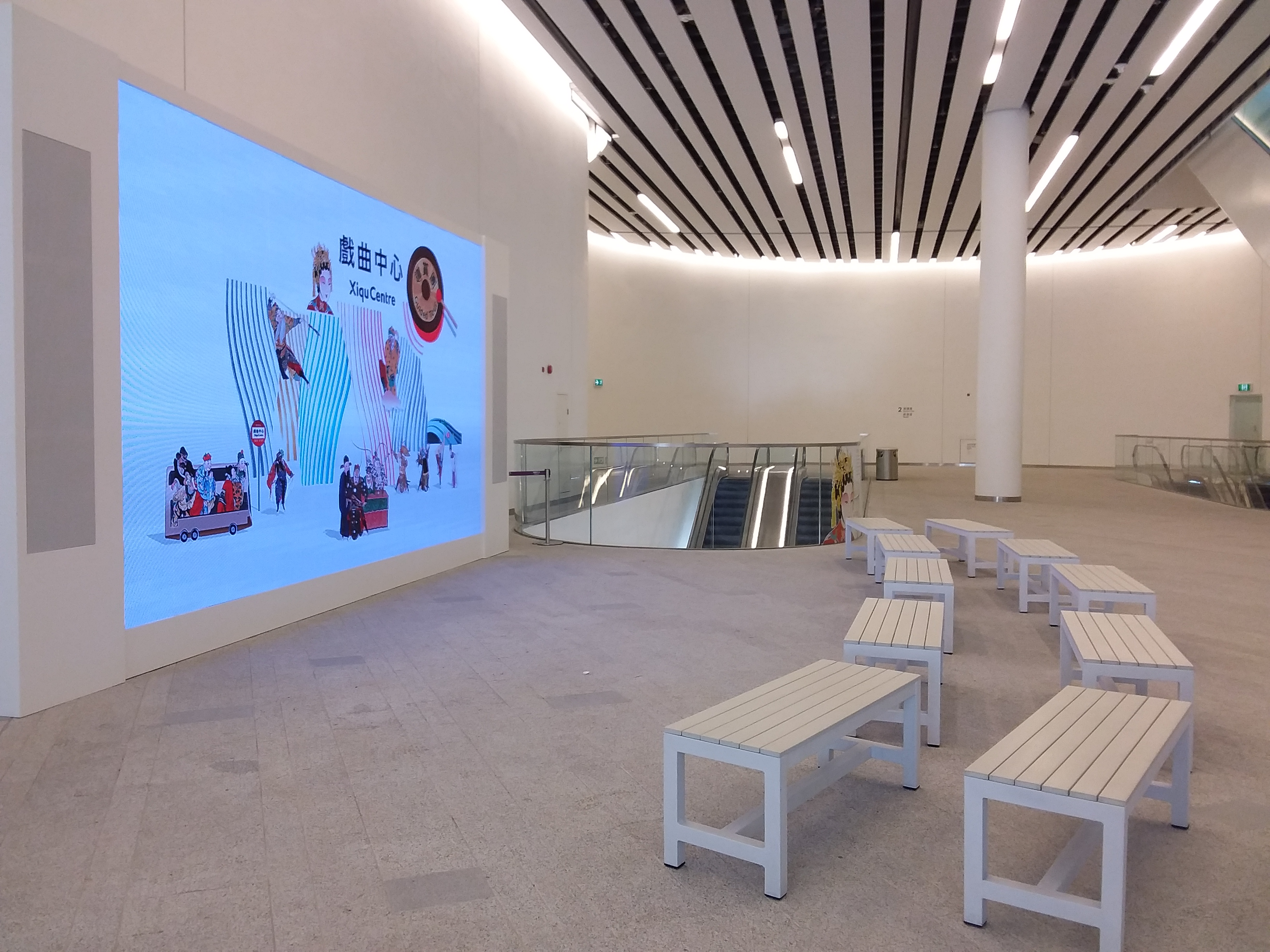
2樓播放區

觀眾可從四方八面經由戲曲中心寬敞的大門直達樓高13米的中庭，中庭設有平台，可舉辦公開演出或展覽。

### 大劇院
位於4至5樓的大劇院最多可容納1073位觀眾。劇院離地約30米，並採用懸浮式設計，可分隔港鐵及廣深港高鐵行走帶來的噪音及震動，同時減低冷氣聲音對演出的影響。而舞台兩旁設LED顯示屏，用作展示不同顏色的中英文字幕。

### 茶館劇場
位於1樓茶館劇場設有最多200個座位，觀眾可以一邊品茗一邊近距離欣賞90分鐘的戲曲演出。演出時間為周五至周日。該場地是香港唯一有駐場劇團的表演場地，由茶館新星劇團駐場。

### 演講廳
設112個座位，供放映會、座談會或文化交流活動使用。到2023年8月17日，演講廳命名為「香港友好協進會演講廳」，以感謝香港友好協進會對戲曲中心的捐助。

### 其他
大堂，地庫和一樓設有零售和餐飲設施，無論晝夜都可吸引人流。戲曲中心2至3樓亦設有120個座位的演講廳，以及教育活動室、八間排練室、練習室，以及一座可以遠眺維多利亞港海景的空中花園。。而地庫2層為隧道，連接著柯士甸站E出口，於2021年3月21日啟用。

## 管理層
表演藝術總監
- 方美昂（2017年10月23日—）

表演藝術主管（戲曲）
- 鍾珍珍

## 營運部門
清潔部門
- JLL（承辦商）設施管理
- 莊臣有限公司（承辦商）

## 財政
戲曲中心建造費由香港納稅人負責，造價（未計地價）由2006年估算的13億港元增加至逾倍至（2011年）27億港元。前政務司司長兼西九文化區管理局主席林鄭月娥解釋，建築成本於過去6年建築增加了1倍，遠超於於2006年所預測的每年上升2%。她認為此成本上漲可以理解，強調此不算為超支。她表示，已經嚴格要求西九文化區管理局在不影響戲曲中心的興建質素的大前提下，必須審慎地控制其成本在27億港元或者以下。

## 爭議

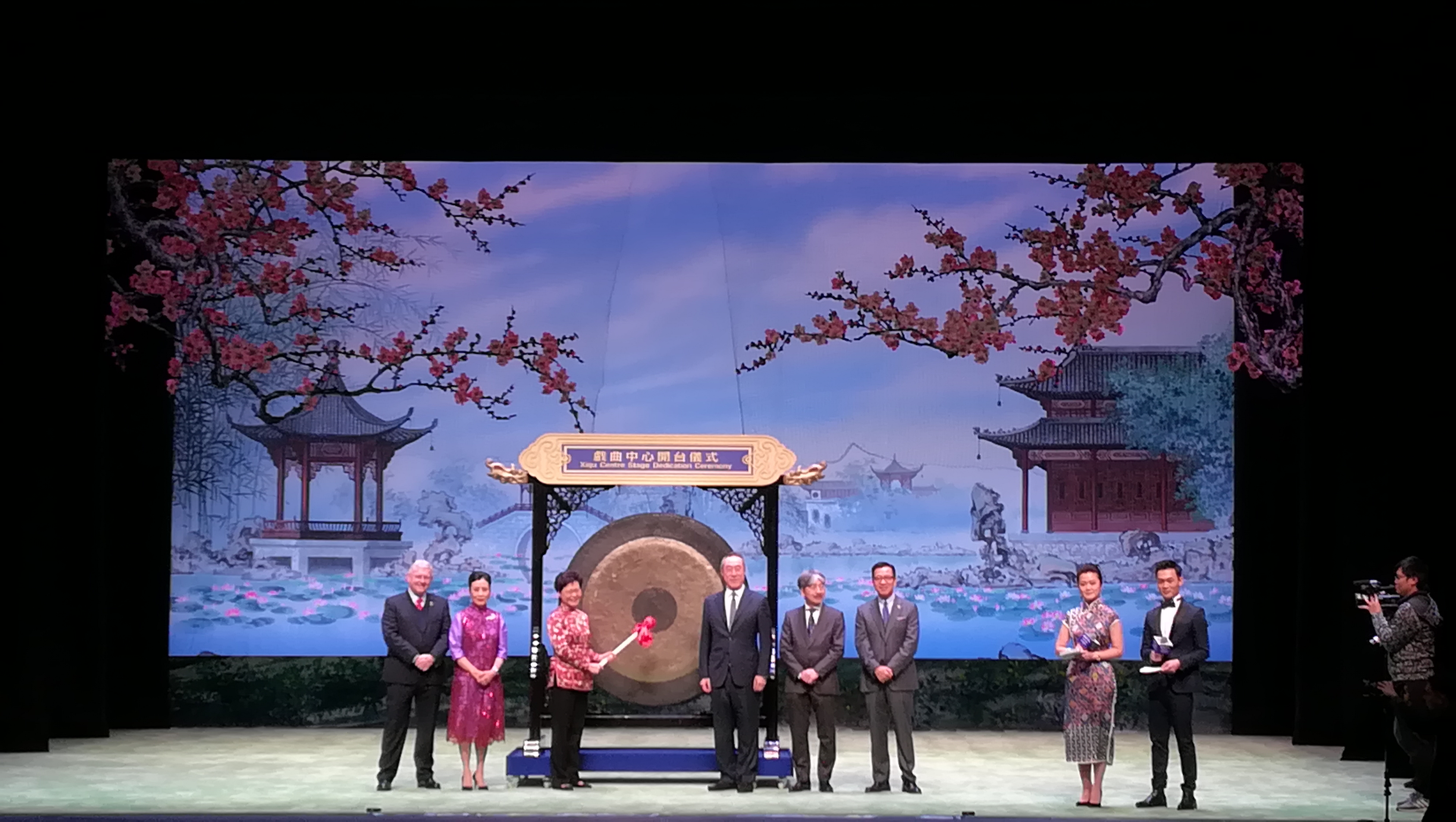
2018年12月30日，於戲曲中心大劇院舉行的戲曲中心開台儀式，由時任香港行政長官林鄭月娥（左三）、西九文化區管理局董事局主席唐英年（左四）、香港八和會館理事會主席汪明荃（左二）等人主持。大會司儀為方健儀（右三）及劉焯文（右二）

### 命名
戲曲中心的英文命名，最初有三個構思，分別是 Xiqu Centre、Chinese Opera Centre 及 Chinese Traditional Theatre Centre，而最早提出「Xiqu Centre」一名是在2006年。雖然「Chinese Opera Centre」呼聲甚高，但建設團隊諮詢的很多學者及戲行內的人士都並不認同「Chinese Opera」一詞，故而最終選擇「Xiqu」。西九表演藝術行政總監茹國烈表示，使用「Xiqu」一字，一方面為了溝通，另一方面亦希望令人知道「戲曲」一詞與西方音樂傳統有何不同。
由於戲曲中心英文名中的「戲曲」使用普通話拼音「Xiqu」，而非英文意譯「Chinese Opera」，亦非粵語拼音「Hei Kuk」，2013年甫一公布即令西九文化區管理局接獲逾300投訴，被網民質疑「矮化粵劇」是「媚共賣港」、「自我大陸化」，揶揄英文名及建築物外形似「西區／西曲中心」及「私處中心」。當時該局表示，此名稱只是該局的工作名稱，戲曲中心落成後的中英文名稱尚待研究。2013年6月4日，西九文化區管理局諮詢會建議譯名改用「Chinese Opera House」。2015年，戲曲中心繼續用「Cantonese Opera」來翻譯粵劇。

#### 學者及業界人士的意見
戲曲學者香港浸會大學的楊慧儀博士指，翻譯「中國戲曲」為「Chinese Opera」方才極為不當，因為「Opera」專指世界各地繼承意大利歌劇，涵蓋了一套傳統的美學要求和規格，於音樂、配器、聲部區分、唱法及舞台設計等表演形式均有特定規範，故此即使現代西方的音樂劇亦不能夠稱為「Opera」，更何況為與歌劇迥然不同的中國戲曲。而以前西方使用自己熟悉的詞彙對其他文化作為歸化翻譯，例如使用「Chinese Opera」作為戲曲翻譯名稱，是因為當時歐洲帝國主義擴張，歐美擁有國際文化話語權所致使，雖然歸化翻譯比較順眼，惟無助於推動多元文化；而現時翻譯學者支持異化翻譯，例如使用「Xiqu」作為翻譯名稱，因為異化翻譯不致令人以自身的文化去曲解外來的文化，可以起到保存多元文化的效果。且香港正是第一個把戲曲翻譯成「Xiqu」，並運用於官方話語的地方：早在1990年代，香港藝術發展局下屬的戲曲小組，即在粵劇界、專業語文工作者及學者倡議下，將「Xiqu Group」定為英文名，彰顯了中國戲曲作為一種表演藝術形式的獨立性。由於中國戲曲指的是一個包含不同地方戲的系統，需要考量名稱的共性，因此選用普通話讀音具有合理性，同時，該名稱也早已為國際及香港學術界所廣泛接受。香港樂評家周凡夫直指，他和香港民族音樂學會中人，例如對粵劇擁有深湛研究的藝評家黎鍵等，早於1980年代已經不再使用「Chinese Opera」的名稱，轉為使用學術界通用的音譯「Xiqu」，當時亦公開撰文向以前負責文化事務的香港市政局力陳中國戲曲翻譯為 Chinese Opera 大有問題，Chinese Opera 是指以西方歌劇形式創作的中國歌劇，例如林聲翕作曲的《易水送別》、黃若作曲的《中山逸仙》、雷蕾作曲的《趙氏孤兒》和陳慶恩作曲的《蕭紅》；他指出網民批評「Xiqu」此項翻譯，反映香港人的心態馬馬虎虎，無助香港文化發展。
粵劇名伶、八和會館副主席阮兆輝在立法會上的西九計劃委員會會議中，嚴厲批評翻譯戲曲為 Opera，因為戲曲很多特色均為 Opera 所無，例如戲曲中有翻筋斛、耍旗及舞水袖的動作，兵器對打及南北派功夫的表演，而西方 Opera 表演以聲樂家的演唱為主要，以 Opera 翻譯是以偏蓋全，無法使到西方人領會戲曲豐富且獨一無二的內涵。日本人亦音譯，將能劇翻譯為 Noh，歌舞伎翻譯為 Kabuki，西方人亦能夠明白。中國功夫翻譯為 Kung Fu（粵語），點心為 Dim Sum（粵語），因為這些詞語在英文中無法譯出意思。如果戲曲不音譯作為 Xiqu，而使用不合宜的譯名 Opera，是主動放棄文化定位，自己侮辱自己。

### 版權
戲曲中心要求全程錄影留存演出作教育和非商業用途，引起粵劇作家李居明的不滿，擔憂萬一今後政策有變或者錄影不小心外洩的情況下，創作者的版權無法得到保障。

## 興建圖片

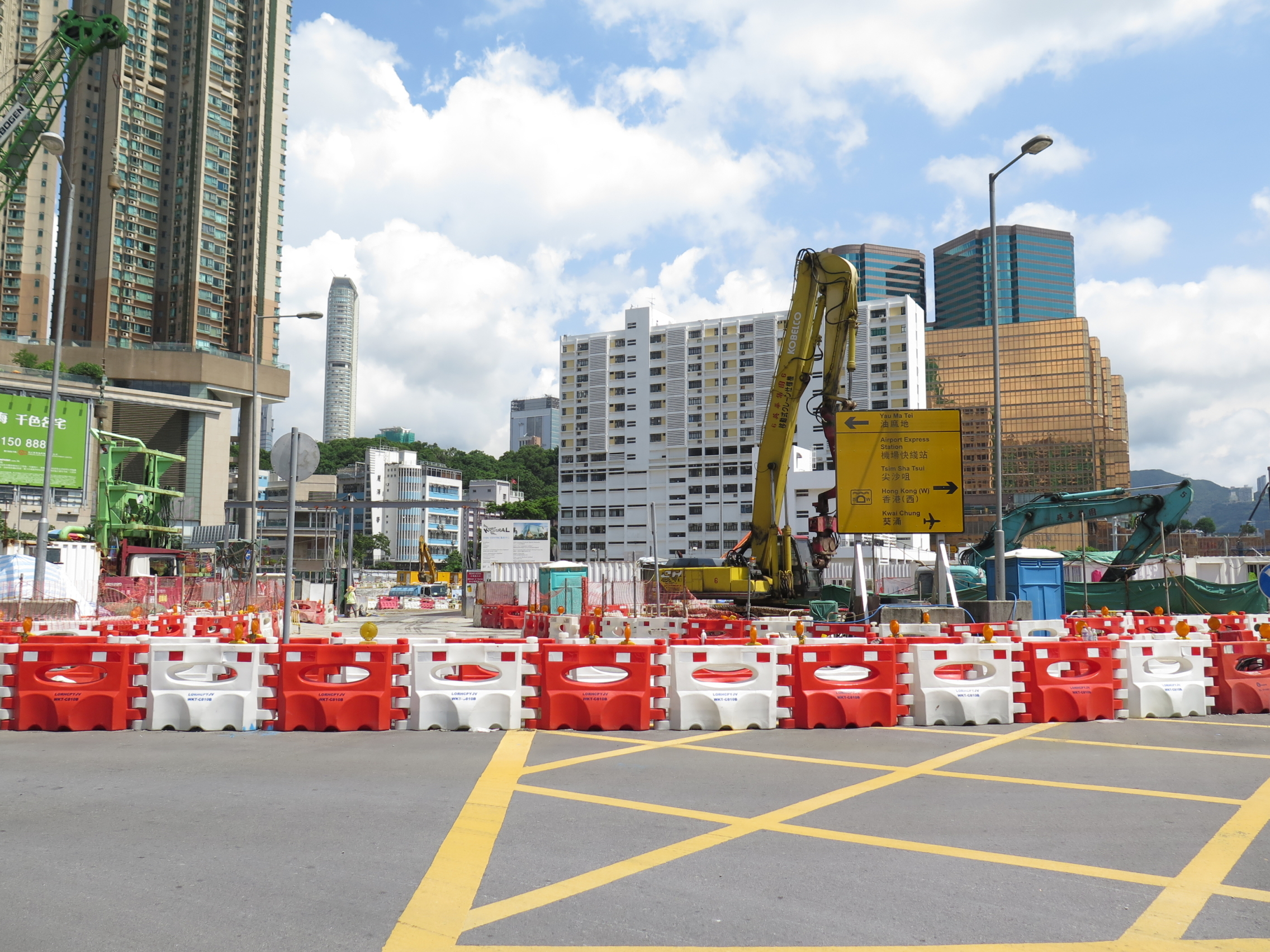
2014年8月
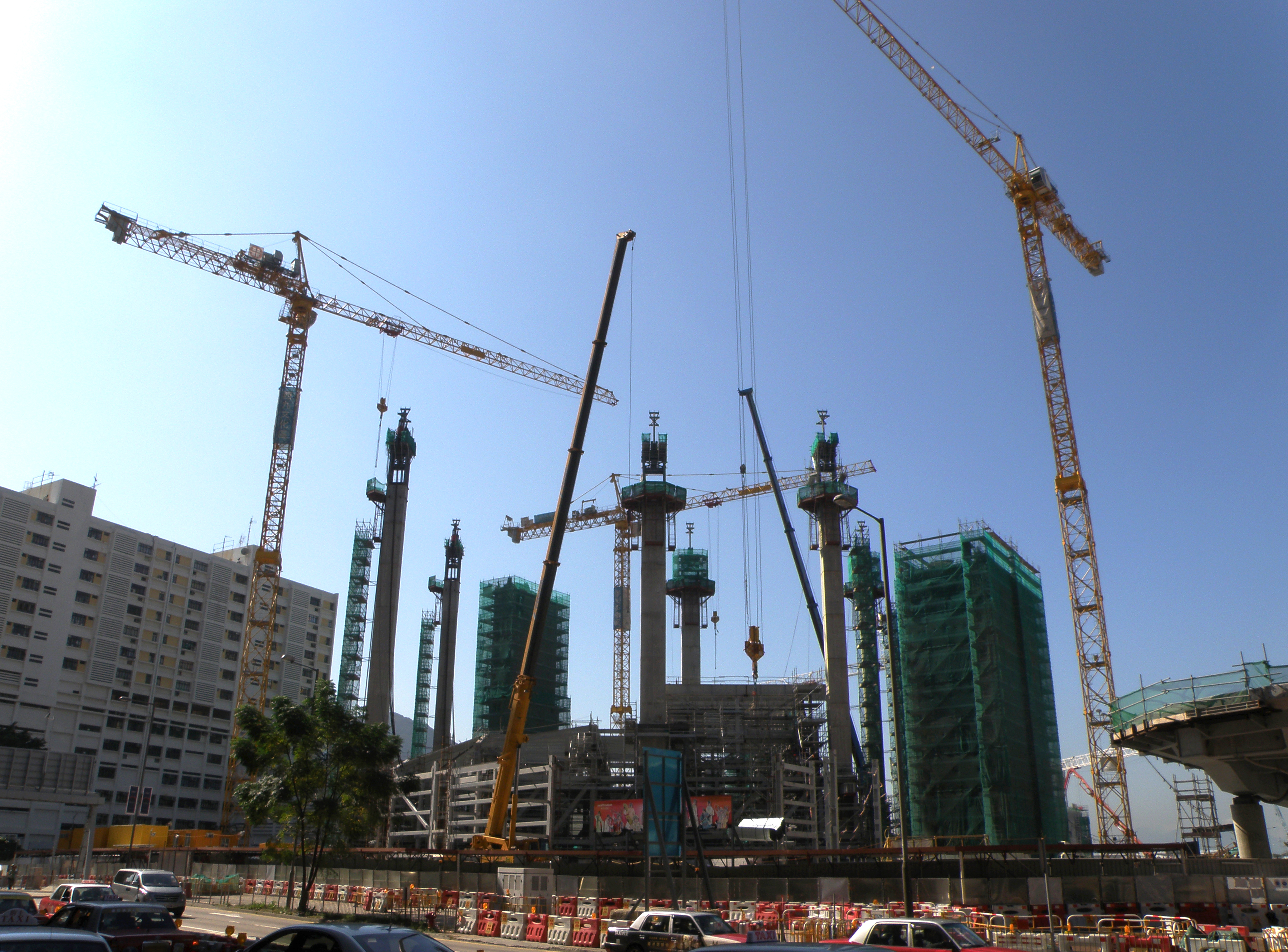
2016年1月
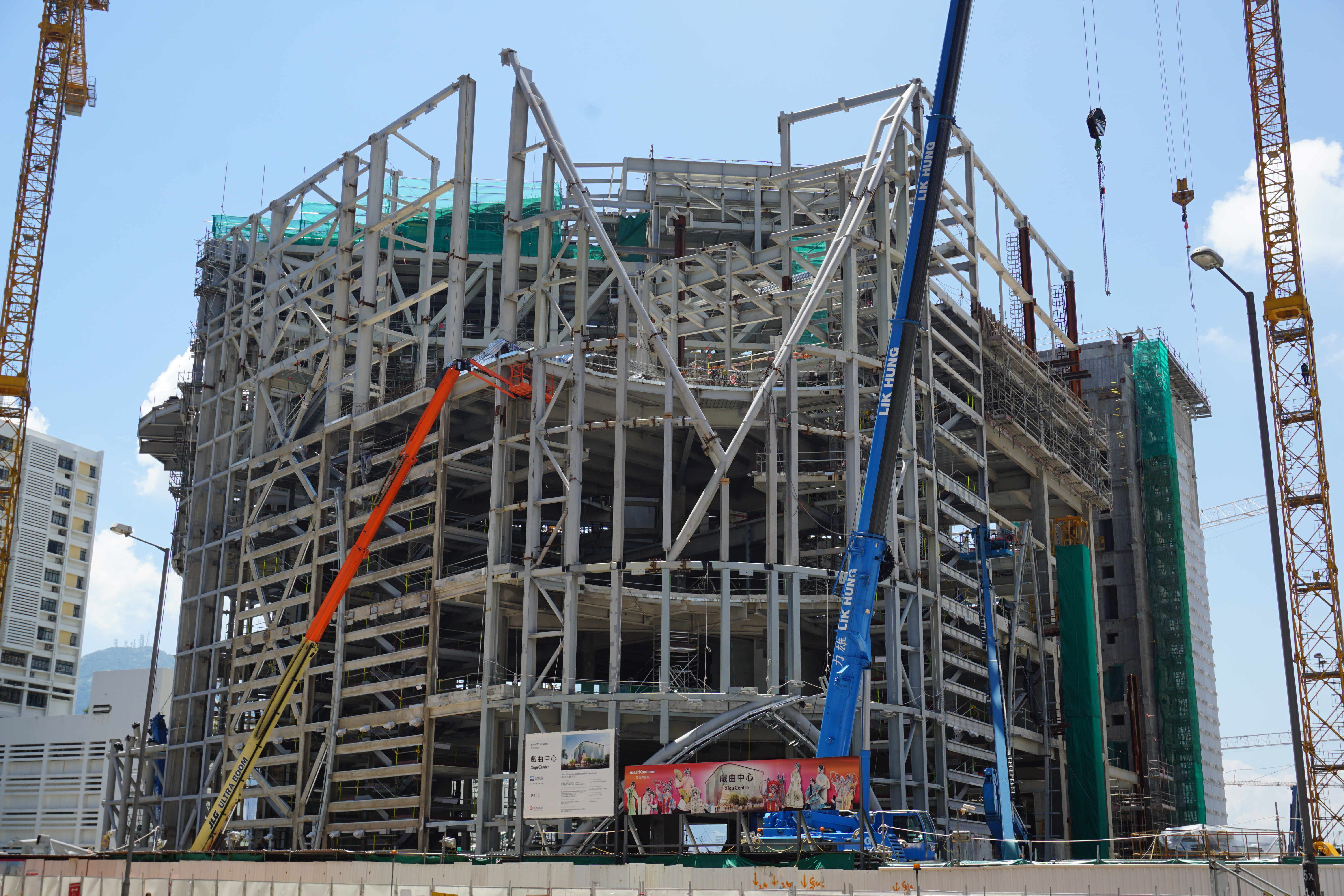
2016年9月
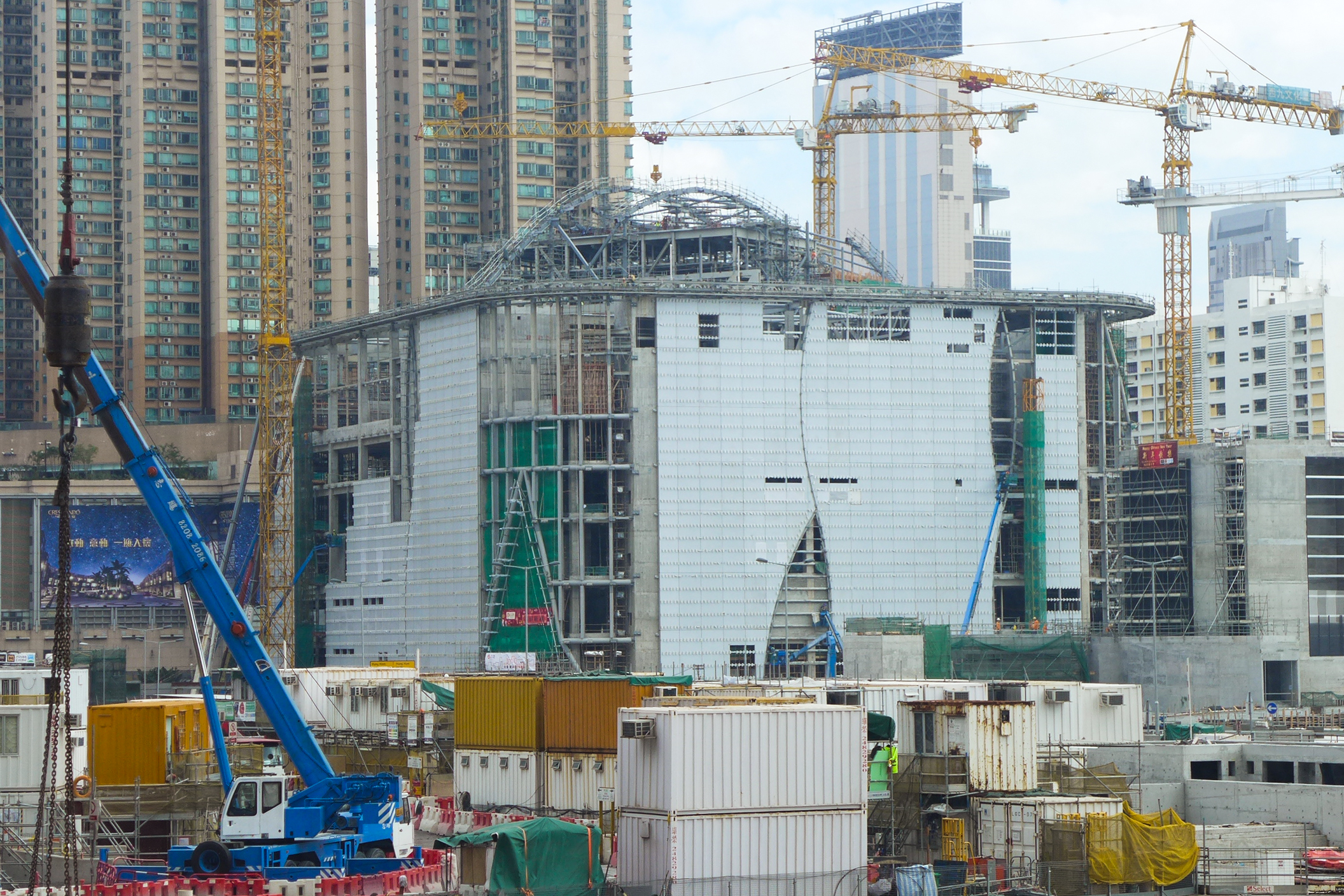
2017年2月
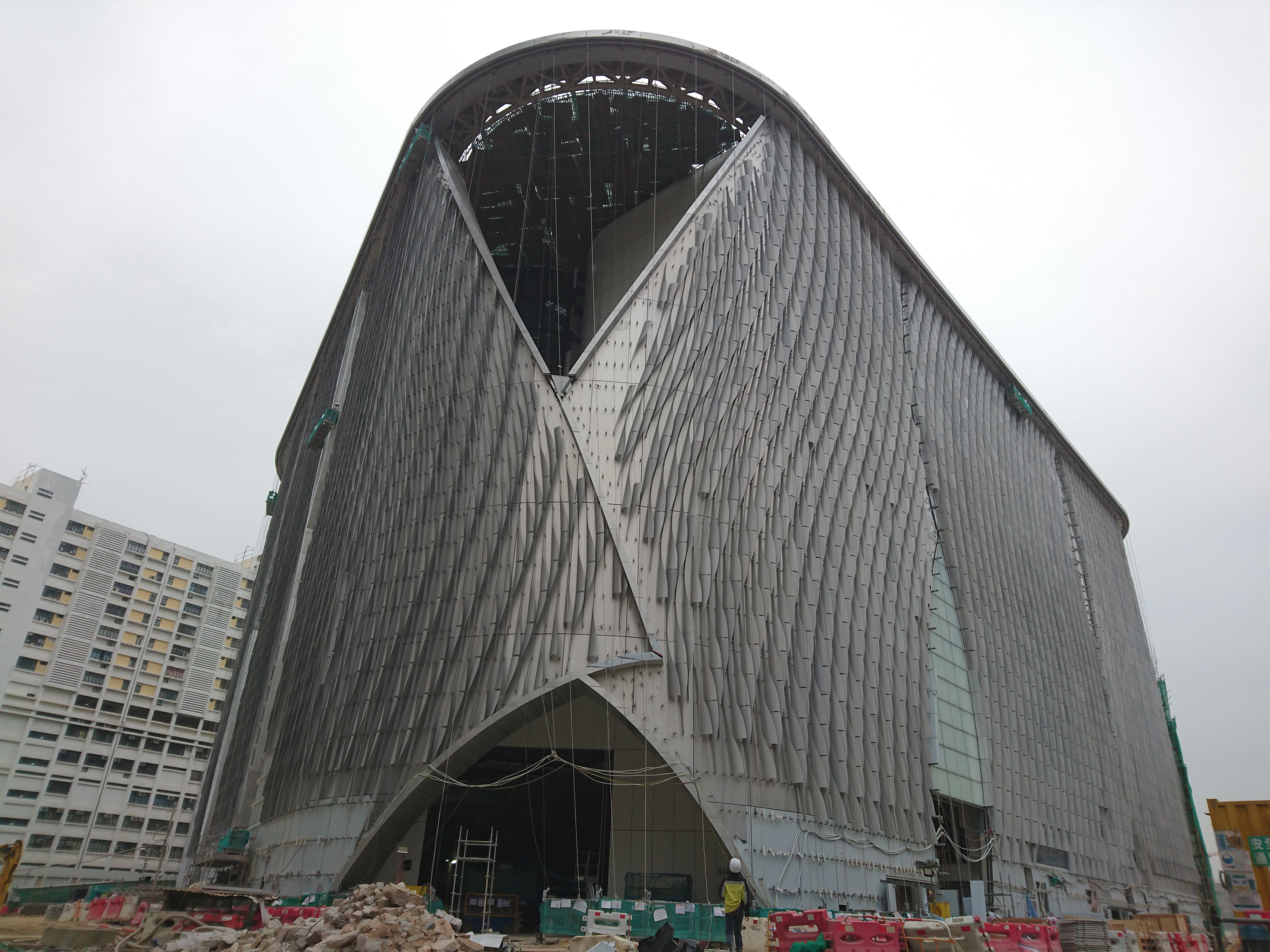
東北面最後階段工程 (2017年11月)
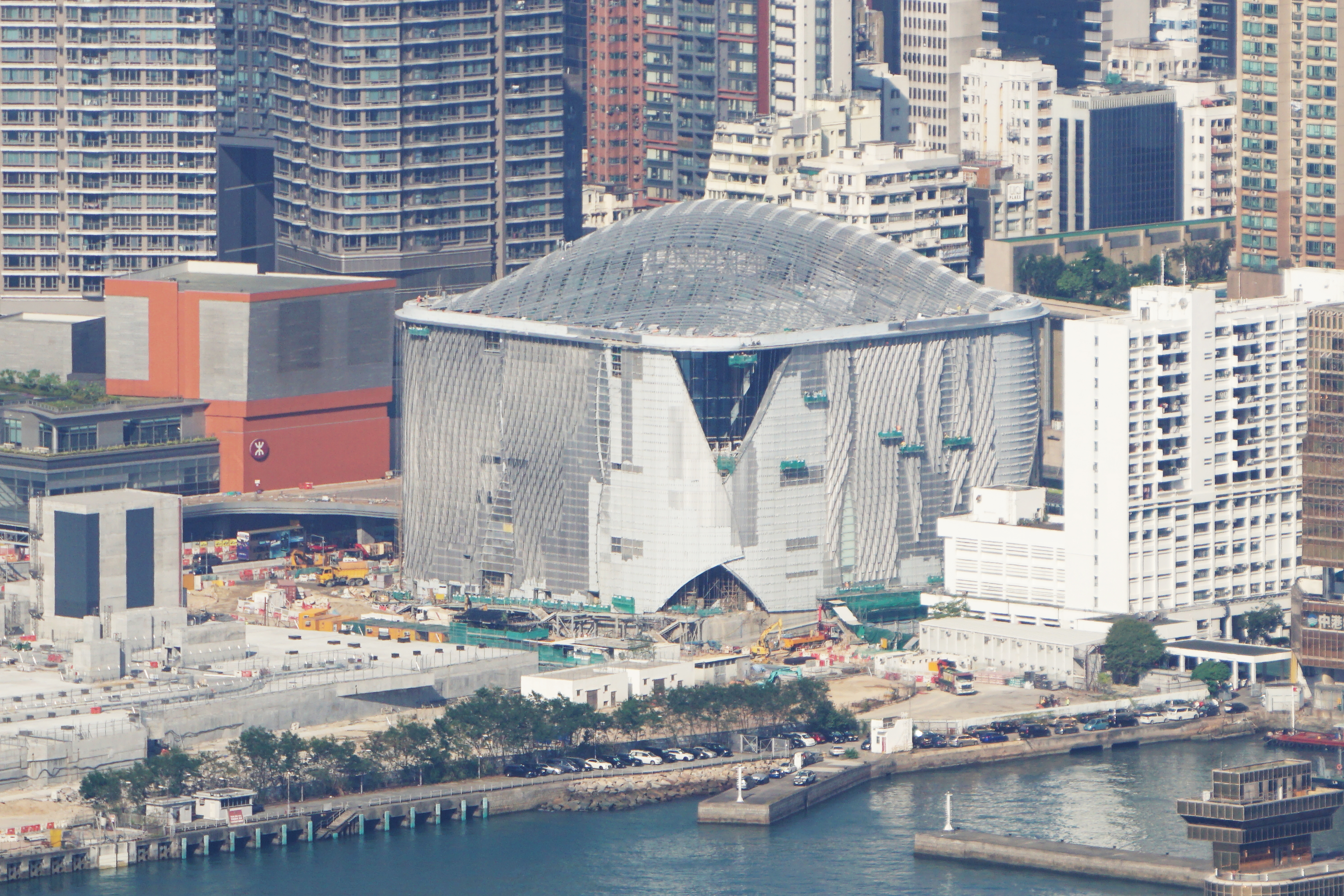
西南面最後階段工程 (2017年11月)

## 相關參見
- 西九大戲棚
- 利舞臺戲院